# Сиудадела
Сиудадела (на испански: Ciudadela) е град в Аржентина, провинция Буенос Айрес. Намира се на 15 km западно от центъра на град Буенос Айрес. Населението му е около 73 000 души (2001).

## Личности
Родени
- Фернандо Гаго (р. 1986), аржентински футболист
- Карлос Тевес (р. 1984), аржентински футболист